# Tytthoscincus aesculeticola
Espèce
Synonymes
- Sphenomorphus aesculeticola Inger, Lian, Lakim & Yambun, 2001

Tytthoscincus aesculeticola est une espèce de sauriens de la famille des Scincidae.

## Répartition
Cette espèce est endémique du Sabah en Malaisie orientale.

## Description
Les mâles mesurent de 34,0 à 38,9 mm de longueur standard et les femelles de 33,3 à 42,0 mm.

## Étymologie
Le nom spécifique aesculeticola vient du latin aesculetum, la chênaie, et de colo, habiter, en référence à la distribution de ce saurien.

## Publication originale
- Inger, Lian, Lakim & Yambun, 2001 : New species of the lizard genus Sphenomorphus (Lacertilia: Scincidae), with notes on ecological and geographic distribution of species in Sabah, Malaysia. Raffles Bulletin of Zoology, vol. 49, no 2, p. 181-189 (texte intégral).